# 玉井金五
玉井 金五（たまい きんご、1950年2月5日 - ）は、日本の経済学者、社会政策学者。大阪市立大学名誉教授、愛知学院大学経済学部教授。専攻は社会政策。元社会政策学会代表幹事。

## 略歴
- 1950年 三重県生まれ。
- 1968年 三重県立津高等学校卒業。
- 1973年 岡山大学法文学部経済学科卒業。
- 1980年 大阪市立大学大学院経済学研究科博士課程単位取得退学。
- 1980年 大阪市立大学経済学部助手。
- 1982年 大阪市立大学経済学部助教授。
- 1992年 経済学博士（大阪市立大学）。
- 1992年 大阪市立大学経済学部教授。
- 2001年 大阪市立大学大学院経済学研究科教授。
- 2004年 社会政策学会代表幹事[2]。
- 2011年 日本学術会議連携会員[3]。
- 2014年 大阪市立大学名誉教授、愛知学院大学経済学部教授。労働基準行政関係功労者・厚生労働大臣表彰受彰[4]

## 著書
単著
- 『防貧の創造――近代社会政策論研究』 啓文社、1992年
- 『共助の稜線――近現代日本社会政策論研究』 法律文化社、2012年

共編著
- 『世界資本主義と非白人労働』 杉原薫共編著 大阪市立大学経済学会、1983年
- 『大正・大阪・スラム――もうひとつの日本近代史』 杉原薫共編著 新評論、1986年、増補版1996年、増補版2008年
- 『社会政策を学ぶ人のために』 大森真紀共編著 世界思想社、1997年、2版1999年、新版2000年、3訂2007年
- 『都市失業問題への挑戦――自治体・行政の先進的取り組み』 松本淳共編著 法律文化社、2003年
- 『高度成長のなかの社会政策――日本における労働家族システムの誕生』 久本憲夫共編著 ミネルヴァ書房、2004年
- 『社会政策Ⅱ 少子高齢化と社会政策』 久本憲夫共編著 法律文化社、2008年
- 『社会政策Ⅰ ワーク・ライフ・バランスと社会政策』 久本憲夫共編著 法律文化社、2008年
- 『戦後社会政策論』 佐口和郎共編著 明石書店、2011年
- 『経済学の地下水脈』 羽鳥卓也ほか共編著 晃洋書房、2012年

## 三重県との関わり
三重県立津高等学校の卒業生であり、2012年7月26日には同校で「少子高齢化と日本経済」の演題で講演している。また大阪三重県人会で顧問を務めている。